# Operación Paget
La Operación Paget fue una investigación iniciada en 2004 con el fin de analizar varias teorías conspirativas en torno a la muerte de Diana de Gales en un accidente automovilístico en París en 1997. El primer informe de la investigación fue publicado en diciembre de 2006, terminando la misma tras la conclusión de la investigación judicial en 2008, en la cual un jurado emitió un veredicto de homicidio involuntario por parte del conductor del vehículo y de los paparazzi que iban detrás del coche.

## Contexto
La investigación criminal en Reino Unido fue iniciada el 6 de enero de 2004 cuando el médico legista de la casa de la reina Michael Burgess solicitó al comisario de la Policía Metropolitana John Stevens, barón Stevens de Kirkwhelpington, llevar a cabo una investigación sobre acusaciones de encubrimiento y conspiración, en base a las cuales el MI6, bajo órdenes de la familia real, habría provocado deliberadamente el accidente de coche que causó la muerte de la princesa de Gales y de su compañero sentimental Dodi Al-Fayed.
La investigación era legalmente necesaria; una vez que empezaron las pesquisas sobre las muertes en Reino Unido, se hizo evidente para el coroner que se estaban haciendo acusaciones de que se había cometido un crimen en suelo británico y que cabía la posibilidad de una conspiración. Los coroners están obligados por ley a poner en conocimiento de la policía cualquier información o prueba sobre la sospecha o certeza de un crimen. La base para la investigación sobre la muerte de Diana fueron las declaraciones públicas vertidas por el padre de Dodi, el empresario Mohamed Al-Fayed.
La investigación se limitó inicialmente a la premisa general de una presunta conspiración, aunque finalmente se amplió para cubrir todas las denuncias asociadas hechas a través de los medios de comunicación así como en presentaciones legales y en correspondencia formal. El nivel de detalle de las averiguaciones está reflejado en el informe resultante, de 832 páginas, el cual necesitó de casi tres años para su elaboración y en el que participó un equipo de catorce agentes de policía experimentados. Así mismo, los agentes contaron con la colaboración de expertos en accidentes del Transport Research Laboratory (TRL).
La policía británica llevó también a cabo una investigación en París. Debido al interés público por la figura de la princesa de Gales, la Policía Metropolitana decidió publicar el informe en Internet, si bien el mismo había sido redactado como un documento de carácter interno. Se esperaba que la investigación criminal costase al menos £2 millones, aunque finalmente los gastos acabarían ascendiendo a £12,5 millones: £4,5 destinados a la investigación del coroner y £8 millones gastados por la Policía Metropolitana.

## Informe
El informe se compone de los siguientes capítulos:

- Capítulo uno: Relación/Compromiso/Embarazo (presuntos motivos de la conspiración)
- Capítulo dos: Amenazas recibidas por Diana, Princesa de Gales
- Capítulo tres: Acciones de los paparazzi en París
- Capítulo cuatro: Henri Paul – Agente de seguridad del Hôtel Ritz París y conductor del Mercedes
- Capítulo cinco: CCTV/cámaras de tráfico en París
- Capítulo seis: Coche Mercedes
- Capítulo siete: Bloqueo de vehículos/Vehículos sin identificar/Destellos brillantes (el viaje al paso subterráneo del Alma)
- Capítulo ocho: Tratamiento médico posterior al accidente de Diana
- Capítulo nueve: El embalsamamiento del cuerpo de la princesa de Gales en el Hospital de la Pitié-Salpêtrière
- Capítulo diez: Acciones de las autoridades francesas
- Capítulo once: Acciones del Ministerio de Relaciones Exteriores & de la Commonwealth/Embajada británica, París
- Capítulo doce: Acciones de las autoridades británicas con respecto a 'muertes sospechosas'
- Capítulo trece: Guardaespaldas de Mohamed Al-Fayed (Trevor Rees-Jones, Kieran Wingfield y Reuben Murrell)
- Capítulo catorce: ‘James’ Andanson – Fotoperiodista francés y propietario de un Fiat Uno blanco
- Capítulo quince: Agencia Central de Inteligencia/Agencia de Seguridad Nacional, USA
- Capítulo dieciséis: Servicio de Inteligencia Secreto (MI6) y el Servicio de Seguridad (MI5)

## Conclusión
Cada capítulo del informe concluyó que todas las acusaciones de conspiración carecían de fundamento y que todas las evidencias obtenidas indicaban que las muertes de Diana y Al-Fayed fueron producto de un trágico accidente (el guion del docudrama de 2007 «Diana: Last Days of a Princess» está basado en los testimonios recogidos en la Operación Paget).

## Desarrollos posteriores
El 3 de abril de 2007, la jueza investigadora de la casa de la reina Elizabeth Butler-Sloss, baronesa Butler-Sloss, decidió garantizar el acceso a las pruebas recolectadas por la investigación criminal a los abogados de Mohammed Al-Fayed para ayudarlos a armar su caso en apoyo de la acusación de conspiración para la investigación que iba a comenzar en octubre de ese año. El 15 de mayo, Butler-Sloss reveló que el material subyacente recogido por el equipo de la investigación criminal tenía más de 11 000 páginas cuando fue impreso y más de 1400 fotografías, numerosos DVDs, planos de gran tamaño y otros datos. El material fue sustancialmente divulgado a las personas interesadas y los equipos legales.

## Investigación judicial
La investigación judicial fue abierta el 2 de octubre de 2007 y estuvo encabezada por el juez Scott Baker, con la declaración de apertura compuesta en gran parte de pruebas y hallazgos del informe de la investigación criminal. El 7 de abril de 2008, el jurado emitió un veredicto de homicidio involuntario por «conducción gravemente negligente» en la persona de Henri Paul y los paparazzi, siendo otros factores adicionales «el deterioro del juicio del conductor del Mercedes debido al alcohol»  y el hecho de que ninguno de los ocupantes llevaba puesto el cinturón de seguridad.